# Team Waoo
Team Waoo is een wielerploeg die een Deense licentie heeft. De ploeg bestaat sinds 2012. Team Waoo komt uit in de continentale circuits van de UCI. Christian Poulsen is de manager van de ploeg.

## Seizoen 2014

### Transfers
| Inkomend               | Team 2013          | Uitgaand               | Team 2014                     |
| ---------------------- | ------------------ | ---------------------- | ----------------------------- |
| Mathias Møller Nielsen | Blue Water Cycling | Asbjørn Kragh Andersen | Christina Watches-Onfone      |
| Thomas Riis            | Blue Water Cycling | Patrick Olesen         | Leopard-Trek Continental Team |
| Patrick Clausen        | Team Cult Energy   | Emil Vinjebo           | Team Cult Energy              |
| Mads Rahbek            | Neo                |                        |                               |
| Mark Pedersen          | Blue Water Cycling |                        |                               |
| Rasmus Guldhammer      | Blue Water Cycling |                        |                               |
| Daniel Foder           | Blue Water Cycling |                        |                               |
| Aske Vorre             | Blue Water Cycling |                        |                               |
| Rasmus Quaade          | Geen               |                        |                               |

## Seizoen 2013

### Overwinningen in de UCI Europe Tour
| Datum  | Wedstrijd                       | Cat. | Winnaar                |
| ------ | ------------------------------- | ---- | ---------------------- |
| 25 mei | 1e etappe Vredeskoers, Beloften | 2.2U | Asbjørn Kragh Andersen |

### Renners
| Naam                           | Geboortedatum     | Nationaliteit | Ploeg 2012                           |
| ------------------------------ | ----------------- | ------------- | ------------------------------------ |
| Nicklas Bøje-Pedersen          | 8 september 1994  | Denemarken    | Neo                                  |
| Casper von Folsach             | 30 maart 1993     | Denemarken    | Team Concordia Forsikring-Himmerland |
| Thomas Guldhammer (tot 1 juni) | 31 juli 1987      | Denemarken    |                                      |
| Mathias Hemmsen                | 11 januari 1993   | Denemarken    |                                      |
| Asbjørn Kragh Andersen         | 9 april 1992      | Denemarken    |                                      |
| Søren Kragh Andersen           | 10 augustus 1994  | Denemarken    | Neo                                  |
| Kaspar Larsen                  | 13 april 1987     | Denemarken    | Team Concordia Forsikring-Himmerland |
| Jesper Mørkøv                  | 11 maart 1988     | Denemarken    | J.Jensen-Sandstød Salg og Event      |
| Rasmus Mygind                  | 8 mei 1989        | Denemarken    | Designa Køkken-Knudsgaard            |
| Patrick Olesen                 | 9 oktober 1994    | Denemarken    | Neo                                  |
| Frederik Plesner               | 3 januari 1994    | Denemarken    | Neo                                  |
| Andreas Rosenberg              | 29 september 1993 | Denemarken    | Team Concordia Forsikring-Himmerland |
| Emil Vinjebo                   | 24 maart 1994     | Denemarken    | Neo                                  |